# Schnittkrümmung
Die Schnittkrümmung ist eine Größe der riemannschen Geometrie, eines Teilgebiets der Mathematik. Mit ihrer Hilfe kann man die Krümmung einer {\displaystyle n}-dimensionalen riemannschen Mannigfaltigkeit beschreiben. Dabei wird jeder (zweidimensionalen) Ebene im Tangentialraum an einem Punkt dieser Mannigfaltigkeit eine Zahl als Krümmung zugeordnet. Die Schnittkrümmung kann als Verallgemeinerung der gaußschen Krümmung verstanden werden. Der Name kommt daher, dass man sozusagen einen Schnitt durch die Mannigfaltigkeit in Richtung der gegebenen Ebene legt und die gaußsche Krümmung der so entstandenen Fläche bestimmt.

## Definition
Gegeben seien eine riemannsche Mannigfaltigkeit {\displaystyle (M,g)}, ein Punkt {\displaystyle p} in {\displaystyle M} und ein zweidimensionaler Unterraum (Ebene) {\displaystyle \sigma } des Tangentialraums {\displaystyle T_{p}M} von {\displaystyle M} im Punkt {\displaystyle p}. Seien {\displaystyle v} und {\displaystyle w} zwei Tangentialvektoren, die diese Ebene aufspannen. Mit
{\displaystyle |v\wedge w|={\sqrt {g(v,v)g(w,w)-g(v,w)^{2}}}}
wird der Flächeninhalt des von {\displaystyle v} und {\displaystyle w} aufgespannten Parallelogramms bezeichnet, {\displaystyle R} bezeichnet den riemannschen Krümmungstensor.
Dann hängt die Größe
{\displaystyle K(v,w)={\frac {g(R(v,w)w,v)}{|v\wedge w|^{2}}}={\frac {g(R(v,w)w,v)}{g(v,v)g(w,w)-g(v,w)^{2}}}}
nur von der Ebene {\displaystyle \sigma } ab, aber nicht von der Wahl der sie aufspannenden Vektoren {\displaystyle v} und {\displaystyle w}. Man schreibt deshalb für {\displaystyle K(v,w)} auch {\displaystyle K(\sigma )} und nennt dies die Schnittkrümmung von {\displaystyle \sigma }.
Da unterschiedliche Vorzeichenkonventionen für den riemannschen Krümmungstensor existieren, wird die Schnittkrümmung je nach Kontext auch durch
{\displaystyle K(v,w)={\frac {g(R(v,w)v,w)}{|v\wedge w|^{2}}}}
definiert. In diesem Artikel wird allerdings die erste Konvention verwendet.
In lokalen Koordinaten kann obige Formel für die Schnittkrümmung in einsteinscher Summenkonvention auch wie folgt geschrieben werden:
{\displaystyle K(v,w)={\frac {R_{\alpha \beta \gamma \delta }v^{\alpha }w^{\beta }v^{\gamma }w^{\delta }}{g_{\mu \nu }v^{\mu }v^{\nu }g_{\mu \nu }w^{\mu }w^{\nu }-(g_{\mu \nu }v^{\mu }w^{\nu })^{2}}}}

## Beziehung zur gaußschen Krümmung
Sei {\displaystyle M\subset \mathbb {R} ^{3}} eine 2-dimensionale Untermannigfaltigkeit des euklidischen Raums und {\displaystyle g} die auf {\displaystyle M} induzierte Metrik. Für jeden Punkt {\displaystyle p\in M} und jede Basis {\displaystyle \{v,w\}} von {\displaystyle \sigma =T_{p}M} ist die Schnittkrümmung
{\displaystyle K(\sigma )=K(v,w)={\frac {g(R(v,w)w,v)}{g(v,v)g(w,w)-g(v,w)^{2}}}}
gleich der gaußschen Krümmung {\displaystyle K(p)} von {\displaystyle M} im Punkt {\displaystyle p}. Dass man die gaußsche Krümmung so darstellen kann, ist eine Folgerung aus Gauß’ Theorema egregium.

## Beziehungen zu weiteren Krümmungsgrößen
- Alle Informationen, die der riemannsche Krümmungstensor bereitstellt, sind in der Schnittkrümmung enthalten. Man kann also aus der Schnittkrümmung den riemannschen Krümmungstensor zurückgewinnen. Seien nämlich {\displaystyle R_{1}} und {\displaystyle R_{2}} zwei {\displaystyle (0,4)}-Tensoren, die die Symmetrieeigenschaften

{\displaystyle R_{i}(W,X,Y,Z)=-R_{i}(X,W,Y,Z)}, {\displaystyle R_{i}(W,X,Y,Z)=-R_{i}(W,X,Z,Y)}, {\displaystyle R_{i}(W,X,Y,Z)=R_{i}(Y,Z,W,X)}
und die Bianchi-Identität
{\displaystyle R_{i}(W,X,Y,Z)+R_{i}(X,Y,W,Z)+R_{i}(Y,W,X,Z)=0}
erfüllen. Gilt dann für jedes Paar linear unabhängiger Vektoren {\displaystyle X,Y} die Gleichung
{\displaystyle {\frac {R_{1}(X,Y,Y,X)}{|X|^{2}|Y|^{2}-\langle X,Y\rangle ^{2}}}={\frac {R_{2}(X,Y,Y,X)}{|X|^{2}|Y|^{2}-\langle X,Y\rangle ^{2}}},}
so folgt {\displaystyle R_{1}=R_{2}}.
- Da man den riemannschen Krümmungstensor {\displaystyle R} aus der Schnittkrümmung {\displaystyle K} zurückgewinnen kann, kann man auch eine Beziehung zwischen der Ricci-Krümmung {\displaystyle \operatorname {Ric} } und der Schnittkrümmung finden. Sei dazu {\displaystyle (E_{1},\ldots ,E_{n})} eine Orthonormalbasis des Tangentialraums {\displaystyle T_{p}M} so gilt

{\displaystyle \operatorname {Ric} (E_{1},E_{1})=\sum _{k=1}^{n}g(R(E_{k},E_{1})E_{1},E_{k})=\sum _{k=2}^{n}K(E_{1},E_{k}).}
Die Ricci-Krümmung ist durch die Formel vollständig bestimmt, da der Ricci-Tensor symmetrisch ist. Hat die zugrundeliegende, riemannsche Mannigfaltigkeit {\displaystyle (M,g)} der Dimension {\displaystyle n} konstante Schnittkrümmung, so gilt die vereinfachte Formel
{\displaystyle \operatorname {Ric} (V,V)=(n-1)\,K\,g(V,V).}
- Für die Skalarkrümmung {\displaystyle S} erhält man die ähnliche Formel

{\displaystyle S=\sum _{j,k=1}^{n}g(R(E_{k},E_{j})E_{j},E_{k})=\sum _{j\neq k}^{n}K(E_{j},E_{k}),}
wobei {\displaystyle (E_{1},\ldots ,E_{n})} wieder eine Orthonormalbasis des Tangentialraums ist. Ist die Schnittkrümmung konstant, so gilt
{\displaystyle S=n(n-1)\,K.}

## Beispiele
- Die Schnittkrümmung des euklidischen Raums {\displaystyle \mathbb {R} ^{n}} ist konstant null, denn der riemannsche Krümmungstensor ist so definiert, dass er für alle Punkte aus {\displaystyle \mathbb {R} ^{n}} verschwindet.
- Die Sphäre {\displaystyle \mathbb {S} _{R}^{n}} mit Radius {\displaystyle R} hat Schnittkrümmung {\displaystyle {\tfrac {1}{R^{2}}}}. Da diese isotrop und homogen ist, ist die Schnittkrümmung konstant und es reicht diese am Nordpol {\displaystyle N} zu bestimmen. Mit {\displaystyle \exp _{N}} wird die Exponentialabbildung am Nordpol bezeichnet. Außerdem sei {\displaystyle \Pi \subset T_{N}\mathbb {S} _{R}^{n}} der zwei-dimensionale Untervektorraum des Tangentialraums {\displaystyle T_{N}\mathbb {S} _{R}^{n}}, welcher von {\displaystyle \{\partial _{1},\partial _{2}\}} aufgespannt wird. Nun ist {\displaystyle \exp _{N}(\Pi )} eine Mannigfaltigkeit, welche isometrisch zu {\displaystyle \mathbb {S} _{R}^{2}} ist. Von dieser ist bekannt, dass die Gaußkrümmung {\displaystyle \textstyle {\frac {1}{R^{2}}}} beträgt. Daher hat auch die {\displaystyle n}-dimensionale Sphäre die Schnittkrümmung {\displaystyle \textstyle {\frac {1}{R^{2}}}}.
- Der hyperbolische Raum {\displaystyle \mathbb {H} _{R}^{n}} hat Schnittkrümmung {\displaystyle \textstyle -{\frac {1}{R^{2}}}.}

## Anwendungen

Mannigfaltigkeiten mit konstanter Krümmung (von links nach rechts): Rotationsfläche mit negativer Krümmung, der Zylinder mit Krümmung null und die Sphäre mit positiver Krümmung.

### Mannigfaltigkeiten mit konstanter Krümmung
Wie auch in anderen Teilbereichen der Mathematik versucht man in der riemannschen Geometrie Objekte zu klassifizieren. In der riemannschen Geometrie werden die entsprechenden riemannschen Mannigfaltigkeiten klassifiziert. So versteht man zwei Mannigfaltigkeiten als gleich, wenn es eine isometrische Abbildung zwischen ihnen gibt. Die Schnittkrümmung ist, da sie von der riemannschen Metrik abhängt, eine wichtige Invariante riemannscher Mannigfaltigkeiten. 
Bei vollständigen, einfach zusammenhängenden riemannschen Mannigfaltigkeiten mit konstanter Schnittkrümmung ist die Klassifikation verhältnismäßig einfach, denn es gibt nur drei Fälle zu betrachten. Hat die riemannsche Mannigfaltigkeit die Dimension {\displaystyle n} und die konstante, positive Schnittkrümmung {\displaystyle \textstyle {\frac {1}{R^{2}}}}, so ist sie isometrisch (gleich) zur {\displaystyle n}-dimensionalen Sphäre {\displaystyle \mathbb {S} _{R}^{n}} mit Radius {\displaystyle R}. Ist die Schnittkrümmung konstant null so nennt man die Mannigfaltigkeit flach und sie ist isometrisch zum euklidischen Raum {\displaystyle \mathbb {R} ^{n}} und im Fall, dass die Mannigfaltigkeit die negative Schnittkrümmung {\displaystyle \textstyle -{\frac {1}{R^{2}}}} hat, so entspricht sie dem {\displaystyle n}-dimensionalen hyperbolischen Raum {\displaystyle \mathbb {H} _{R}^{n}}.
Betrachtet man nun nicht mehr nur die einfach zusammenhängenden Mannigfaltigkeiten, sondern alle vollständigen und zusammenhängenden Mannigfaltigkeiten {\displaystyle M} mit konstanter Schnittkrümmung, so ist deren Klassifikation schon komplizierter. Die Fundamentalgruppe dieser Mannigfaltigkeiten verschwindet nicht mehr. Es lässt sich nun zeigen, dass solche Mannigfaltigkeiten isometrisch zu {\displaystyle N/\Gamma } sind. Wobei {\displaystyle N} für einen der drei Räume aus dem obigen Abschnitt also für {\displaystyle \mathbb {S} _{R}^{n},\,\mathbb {R} ^{n}} oder {\displaystyle \mathbb {H} _{R}^{n}} steht und {\displaystyle \Gamma } eine diskrete Untergruppe der Isometriegruppe {\displaystyle J(N)} von {\displaystyle N} ist, welche frei und eigentlich diskontinuierlich auf {\displaystyle N} operiert. Diese Gruppe {\displaystyle \Gamma } ist isomorph zur Fundamentalgruppe {\displaystyle \pi _{1}(M)} von {\displaystyle M}.

### Mannigfaltigkeiten mit negativer Krümmung
Élie Cartan verallgemeinerte 1928 ein Resultat von Jacques Hadamard, welches in moderner Formulierung besagt, dass die Exponentialabbildung bei nicht positiver  Schnittkrümmung eine universelle Überlagerung ist. Diese Aussage wird heute Satz von Cartan-Hadamard genannt. Es gibt unterschiedliche Formulierungen des Satzes. Die Version für riemannsche Mannigfaltigkeiten lautet präzise:
Ist {\displaystyle M} eine vollständige, zusammenhängende riemannsche Mannigfaltigkeit, deren Schnittkrümmungen alle nicht positiv sind. Dann ist die Exponentialabbildung {\displaystyle \operatorname {exp} _{p}:T_{p}M\to M} für alle {\displaystyle p\in M} eine universelle Überlagerungsabbildung. Insbesondere ist also der Überlagerungsraum {\displaystyle T_{p}M} diffeomorph zu {\displaystyle \mathbb {R} ^{n}}. Ist {\displaystyle M} sogar einfach zusammenhängend, so ist {\displaystyle M} selbst diffeomorph zu {\displaystyle \mathbb {R} ^{n}}.
Dieser Satz ist unter anderem deshalb bemerkenswert, weil er einen Zusammenhang zwischen einer lokalen Größe und einer globalen Größe einer differenzierbaren Mannigfaltigkeit liefert. Solche Aussagen werden auch lokal-global-Theoreme genannt. In diesem Fall ist die Schnittkrümmung der Mannigfaltigkeit die lokale Größe, denn die Schnittkrümmung wird für jedes {\displaystyle p\in M} definiert. Unter der Voraussetzung, dass die Mannigfaltigkeit {\displaystyle M} einfach zusammenhängend ist, ist sie nach dem Satz diffeomorph zu {\displaystyle \mathbb {R} ^{n}}, was eine globale, differentialtopologische Eigenschaft ist, die mit der riemannschen Metrik nichts zu tun hat. Aus dem Satz folgt nun, dass kompakte, vollständige, einfach zusammenhängende Mannigfaltigkeiten, wie zum Beispiel die Sphäre eine ist, immer eine irgendwo positive Schnittkrümmung haben müssen. Denn, weil die Sphäre kompakt ist, kann sie nicht diffeomorph zum {\displaystyle \mathbb {R} ^{n}} sein. Aus der Bedingung der nicht positiven  Schnittkrümmung erhält man also starke Einschränkungen in Bezug auf die Topologie, welche die Mannigfaltigkeit tragen kann. Mit Hilfsmitteln der algebraischen Topologie lässt sich zeigen, dass die Homotopiegruppen {\displaystyle \pi _{k}(M)} der Mannigfaltigkeiten, welche die Voraussetzungen des Satzes erfüllen, für {\displaystyle k>1} verschwinden.

### Mannigfaltigkeiten mit positiver Krümmung
Ein Resultat aus dem Bereich Mannigfaltigkeiten mit positiver Schnittkrümmung ist der Satz von Bonnet. Dieses lokal-global-Theorem bringt die Schnittkrümmung mit den topologischen Eigenschaften Kompaktheit und endlicher Fundamentalgruppe in Verbindung. Präzise besagt der Satz:
Sei {\displaystyle M} eine vollständige, zusammenhängende riemannsche Mannigfaltigkeit. Alle Schnittkrümmungen seien durch {\displaystyle \textstyle {\frac {1}{R^{2}}}} nach unten beschränkt. Dann ist {\displaystyle M} ein kompakter Raum mit endlicher Fundamentalgruppe.